# Torres Baena
Fernando Antonio Torres Baena (Las Palmas de Gran Canaria, 1956) es un exkarateca español y exentrenador de artes marciales, condenado por múltiples delitos de abuso sexual y corrupción de menores en el conocido como "caso Kárate", considerado el mayor proceso de pederastia juzgado en España. En marzo de 2013, la Audiencia Provincial de Las Palmas lo sentenció a 302 años de prisión por 35 delitos de abuso sexual y 13 de corrupción de menores.

## Carrera deportiva y fundación de la escuela
Torres Baena fue un destacado karateca, campeón nacional en 1979, cinturón negro séptimo dan, licenciado en Educación Física y doctor en Ciencias del Deporte. En 1981, fundó la Escuela de Kárate Torres Baena en Las Palmas, que se convirtió en una de las más prestigiosas de España, formando a numerosos campeones nacionales e internacionales. Entre sus alumnas más destacadas se encuentran María José González Peña e Ivonne González Herrera, quienes también fueron condenadas por su participación en los delitos.

## El Caso Kárate
La investigación reveló que, durante al menos 20 años, Torres Baena abusó sexualmente de decenas de alumnos, muchos de ellos menores de edad, en su academia y en su residencia. La sentencia describió el funcionamiento de su escuela como el de una "secta" con prácticas "aberrantes", donde se utilizaban técnicas de manipulación psicológica para someter a las víctimas. Se organizaban encuentros sexuales grupales bajo la premisa de que "sin sexo no hay kárate, sin kárate no hay éxito".
Además de Torres Baena, fueron condenadas María José González Peña (148 años de prisión) e Ivonne González Herrera (126 años), ambas monitoras de la academia y cómplices en los abusos. El cuarto acusado, Juan Luis Benítez, fue absuelto de todos los cargos.
En abril de 2014, el Tribunal Supremo confirmó las condenas impuestas por la Audiencia de Las Palmas, reduciendo la pena de María José González a 140 años al absolverla de uno de los delitos de corrupción de menores.
Torres Baena cumple su condena en el Centro Penitenciario Las Palmas I, donde está incluido en el Fichero de Internos de Especial Seguimiento (FIES). Ha abonado solo una mínima parte de los 770.000 euros que debe a 28 víctimas en concepto de indemnizaciones.

## Repercusiones sociales y legales
El caso Kárate generó un amplio debate en España sobre la protección de menores y la necesidad de endurecer las penas por delitos sexuales. La Audiencia de Las Palmas exhortó al legislador a revisar las condenas máximas, ya que, a pesar de las elevadas penas impuestas, la legislación vigente limita el tiempo efectivo de cumplimiento en prisión. 
Este caso también puso de manifiesto la importancia de establecer mecanismos de control y supervisión en instituciones deportivas y educativas para prevenir abusos y garantizar la seguridad de los menores.